# WLW (Hörfunksender)

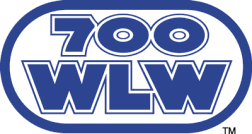
Altes Logo von WLW

WLW (Newsradio 700 WLW) ist ein US-amerikanischer Hörfunksender aus Cincinnati, Ohio. Der Sender versorgt die Metropolregion Cincinnati (Greater Cincinnati) und gehört dem Radiokonzern iHeartMedia. WLW ist ein Clear-Channel-Radiosender, dessen Signal auf seiner Frequenz von 700 kHz auf dem Mittelwellenband in Amplitudenmodulation weite Teile der Ostküste erreicht und bei Nacht in großen Teilen Nordamerikas gehört werden kann.
Der Sender ist Affiliate des ABC News Radio und Flaggschiff der Cincinnati Bengals und Cincinnati Reds. WLW ist der Sender des bekannten Talkradio Moderators Bill Cunningham. Die Sendeanlage von WLW steht in Mason, Ohio. Der 50-kW-Sender überträgt WLW auch in HD Radio.

## Geschichte
Der Sender ist seit dem 2. März 1922 auf Sendung. In den 1930er Jahren war WLW einer von zwei US-amerikanischen Sendern, die zeitweise mit 500 kW sendeten. WLW strahlte von 1934 bis 1939 mit dieser Leistung aus. In dieser Zeit verwendete die Station den Slogan "The Nations Station".
WLW gehörte 1934 zu den vier Gründungssendern des Mutual Broadcasting System.
Einer größeren Zuhörerschaft ist der Sender unter anderem durch die Soapopera Ma Perkins (1933) und die Country-Musik-Sendung Midwestern Hayride (1948) bekannt geworden.